# Und plötzlich war es Liebe
Und plötzlich war es Liebe (Me & Mrs. Jones) ist ein britischer Spielfilm von Catherine Morshead aus dem Jahr 2002.

## Handlung
Liam Marple verbreitet als Skandalreporter unter dem Pseudonym „Mrs. Jones“ Klatschgeschichten. Um seine stagnierende Karriere zu forcieren, verschafft er sich als vermeintlicher Spendensammler Harry Fletcher mit Hilfe seines Freundes Zutritt zu einer Gartenparty, wo er die Premierministerin ausspionieren will. Laura Bowden ist durch den Unfalltod ihres Vorgängers an die Macht gekommen, hat zwei Kinder und einen Ehemann, der sie mit einem Mann betrügt.
Ganz unerwartet finden sich Liam und Laura sympathisch, tanzen miteinander, und Liam verhilft Laura zu einer Atempause, indem er mit ihr von der Gartenparty flüchtet.
Während er Laura weiterhin den Spendensammler vorspielt, muss er in der Redaktion seiner Ex-Frau und seinem Redakteur beweisen, dass er immer noch ein guter Schnüffler und Klatschreporter ist. Der Spagat zwischen Job und Liebe wird immer schwieriger. Schließlich findet Laura heraus, wer „Harry Fletcher“ ist und beendet die Beziehung. Daraufhin kündigt Liam seinen Job und schreibt einen Roman, der ihn schließlich doch mit Laura zusammenbringt.

## Kritiken
„Überraschungsarme romantische Komödie“